# Disposable
Als Disposable bezeichnet man in der Betriebswirtschaft und der Technik alle diejenigen Hilfsgüter und Elemente eines Produkts, die einem Verschleiß unterliegen und daher regelmäßig ausgetauscht (engl. „to dispose“) werden müssen.
Diese Elemente sind marktwirtschaftlich meist von größerer Bedeutung als das an den Endkunden gelieferte Produkt selbst. Nicht selten wird sogar mit den Disposables das eigentliche Geld verdient. Beispiele dafür sind:
- Toner und Tintenpatronen in Druckern
- Hilfsstoffe in biologischen und chemischen Analysegeräten
- Kohlendioxidpatronen in Wasseraufbereitern
- Abgepackte Kaffeeaufbrühsets
- Aufsteckbürsten für elektrische Zahnbürsten
- Akkumulatoren für Multimediaprodukte
- Im Militärbereich Patronen und Munition für Waffen

Da diese Verbrauchsgüter spätestens nach Ablauf bestehender Patente oft von anderen Anbietern nachproduziert und kostengünstiger in den Markt gebracht werden können, lassen sich die hochpreisigen Verbrauchsmaterialien des Originalherstellers nicht mehr absetzen. Viele Hersteller versuchen sich daher durch bautechnische oder rechtliche Maßnahmen vor Nachbauten oder gar Plagiaten zu schützen. Dabei kommen sogar elektronische Sicherungssysteme zum Einsatz:
Durch das Einfügen eines elektronischen Chips in ein Disposable wird verhindert, dass Fremdmaterialien in den eigenen Produkten benutzt werden können. Gleichzeitig wird ein neues, schutzfähiges geistiges Eigentum (die Chipsoftware) in das Produkt eingefügt, was die rechtliche Verteidigung gegen Nachbauten erleichtert.